# Свемирска станица
Свемирске станице представљају вештачка места за живот људи у свемиру. Користе се за проучавање утицаја дуготрајног боравка у космичком пространству на људски организам, као и за извођење различитих научних експеримената.
Према подацима из 2022, постоје две потпуно оперативне свемирске станице у ниској Земљиној орбити (LEO) – Међународна свемирска станица (ISS) и Кинеска свемирска станица Тјенгунг свемирска станица (TSS). ISS је стално насељена од октобра 2000. године са посадама Експедиције 1, а TSS је почела континуирано насељавање са посадама Шенџоу 14 у јуну 2022. ISS се користи за проучавање ефеката свемирских летова на људско тело, као и за пружање локација за спровођење већег броја и дужих научних студија него што је то могуће на другим свемирским возилима. Кинеска свемирска станица Тјенгунг требало би да заврши своју прву фазу изградње до краја 2022. године уз додатак два лабораторијска модула. У јулу 2022, Русија је објавила намере да се повуче са ISS после 2024. како би изградила сопствену свемирску станицу. Постојале су бројне расходоване свемирске станице, укључујући СССР-ове Саљуте, руски Мир, NASA-ин Скајлаб и кинески Тјенгунг 1 и Тјенгунг 2.

## Историја и развој
Прва свемирска станица је била Саљут 1, и налазила се у орбити од 19. априла до 11. октобра 1971. У склопу програма Саљут је лансирано укупно 7 свемирских станица, док је Саљут 8 преименован у Мир и био у орбити од 20. фебруара 1986. до 23. марта 2001. године када је програмирано срушен изнад Тихог океана. Током 4594 дана колико је био настањен, посаду Мира су чинили 104 космонаута из 12 држава. Уз то, Совјетски Савез је лансирао и 3 војне свемирске станице, које су биле оперативне у периоду од 1973. до 1977. САД су као једину самосталну свемирску станицу користиле Скајлаб, који је био оперативан од 1973. до 1979. године. Скајлаб су насељавале три посаде током 1973. и 1974. године. Тренутно се у орбити налази Међународна свемирска станица, заједнички пројекат Белгије, Бразила, Велике Британије, Данске, Италије, Јапана, Канаде, Немачке, Норвешке, Русије, САД, Француске, Холандије, Швајцарске, Шведске и Шпаније.
Почевши од несрећног лета посаде Сојуза 11 до Саљута 1, сви недавни рекорди у трајању људског свемирског лета постављени су на свемирским станицама. Рекорд трајања једног свемирског лета је 437,75 дана, а поставио га је Валериј Пољаков на Миру од 1994. до 1995. године. Према подацима из 2021. године, четири космонаута су завршила појединачне мисије од преко годину дана, сви на летилици Мир. Последња свемирска станица за војну употребу била је совјетска Саљут 5, која је лансирана у оквиру програма Алмаз и која је била у орбити између 1976. и 1977. године.

### Рани концепти
Прво помињање било чега што личи на свемирску станицу догодило се у филму Едварда Еверета Хејла из 1869. године „The Brick Moon“. Први који су озбиљно, научно утемељено размотрили свемирске станице били су Константин Циолковски и Херман Оберт у размаку од око две деценије почетком 20. века. Године 1929, објављен је „Проблем путовања у свемир“ Хермана Поточника, први који је замислио свемирску станицу „ротирајућег точка“ за стварање вештачке гравитације. Концептуализован током Другог светског рата, „сунчев топ“ је био теоријско орбитално оружје које је кружило око Земље на висини од 8.200 km (5.100 mi). Даља истраживања никада нису спроведена. Године 1951, Вернер фон Браун је објавио концепт свемирске станице са ротирајућим точковима у Collier's Weekly, позивајући се на Поточникову идеју. Међутим, развој ротационе станице никада није започет у 20. веку.

### Саљут, Алмаз и Скајлаб
Совјетски Савез је 1971. развио и лансирао прву свемирску станицу на свету, Саљут 1. Серијама Алмаз и Саљут су се на крају придружили Скајлаб, Мир и Тјенгунг-1 и Тјенгунг-2. Хардвер развијен током почетних совјетских напора и даље је у употреби, са развијеним варијантама које чине значајан део ISS, који орбитира и данас. Сваки члан посаде остаје на станици недељама или месецима, али ретко више од годину дана.
Ране станице су биле монолитне конструкције које су конструисане и пуштене у рад у једном комаду, углавном садржавајући све њихове залихе и експерименталну опрему. Посада би тада била лансирана да се придружи станици и обавља истраживање. Након што би се залихе истрошиле, станица би бивала напуштена.
Прва свемирска станица била је Саљут 1, коју је Совјетски Савез лансирао 19. априла 1971. Све ране совјетске станице су биле означене као „Саљут“, али међу њима су биле две различите врсте: цивилне и војне. Војне станице Саљут 2, Саљут 3 и Саљут 5 су биле познате и као станице Алмаз.
Цивилне станице Саљут 6 и Саљут 7 су изграђене са два прикључка, што је омогућило посету другој посади, доносећи са собом нову летелицу; Сојуз трајект би могао да проведе 90 дана у свемиру, у ком тренутку је требало да буде замењен новом свемирском летелицом Сојуз. Ово је омогућило посади да стално управља станицом. Амерички Скајлаб (1973–1979) је такође био опремљен са два прикључна порта, попут станица друге генерације, али додатни порт никада није коришћен. Присуство другог прикључка на новим станицама омогућило је да се Прогрес возила за снабдевање прикаче на станицу, што значи да се свеже залихе могу донети за помоћ дуготрајним мисијама. Овај концепт је проширен на Саљуту 7, који је „тврдо пристао“ са ТКС тегљачем непосредно пре него што је напуштен; ово је послужило као доказ концепта за коришћење модуларних свемирских станица. Каснији Саљути се разумно могу посматрати као прелаз између две групе.

### Мири Аполо-Сојуз
За разлику од претходних станица, совјетска свемирска станица Мир имала је модуларни дизајн; покренута је основна јединица, а касније су томе прикључени додатни модули, углавном са специфичном улогом. Овај метод омогућава већу флексибилност у раду, као и уклањање потребе за једним изузетно моћним лансирним возилом. Модуларне станице су такође дизајниране од самог почетка тако да им залихе обезбеђују летелице за логистичку подршку, што омогућава дужи животни век по цену редовног покретања подршке.

### Међународна свемирска станица
ISS је подељен на два главна дела, Руски орбитални сегмент (USOS) и Амерички орбитални сегмент (USOS). Први модул Међународне свемирске станице Зарја лансиран је 1998. године.
Модули „друге генерације“ руског орбиталног сегмента били су у стању да се лансирају на Протону, одлете у исправну орбиту и пристану без људске интервенције. Везе се аутоматски формирају за струју, податке, гасове и погонско гориво. Руски аутономни приступ омогућава склапање свемирских станица пре лансирања посаде.
Руски модули „друге генерације” могу да се реконфигуришу тако да одговарају променљивим потребама. Од 2009. године, РКК Енергија је разматрала уклањање и поновну употребу неких модула РОС-а на Орбиталном пилотираном монтажном и експерименталном комплексу након што се постигне крај мисије за ISS. Међутим, у септембру 2017. шеф Роскосмоса је рекао да је проучена техничка изводљивост одвајања станице за формирање ОПСЕК-а и да сада нема планова да се руски сегмент одвоји од ISS.
Насупрот томе, главни амерички модули лансирани су на спејс шатлу и посаде су их прикључиле на ISS током EVA активности. Везе за електричну енергију, податке, погон и расхладне течности су такође успостављене у овом тренутку, што резултира интегрисаним блоком модула који није дизајниран за растављање и мора да се деорбитира као једна маса.
Аксиомски орбитални сегмент је планирани комерцијални сегмент који ће бити додат на ISS почевши од средине 2020-их. Аксиом Спејс је добио NASA одобрење за овај подухват у јануару 2020. Један до три Аксиом модула ће се прикључити на Међународну свемирску станицу. Први модул би могао да буде лансиран најкасније 2024. и биће усидрен у предњу луку Хармоније, што захтева измештање PMA-2. Аксиом Спејс планира да прикључи до два додатна модула на свој први основни модул и пошаље приватне астронауте да настањују модуле. Модули би се једног дана могли одвојити од Аксиом станице на начин сличан ОПСЕК-у који је предложила Русија.

## Карактеристике
Свемирске станице по својој конструкцији могу бити монолитне (рани модели) или модуларне (каснији, усавршени модели). С обзиром да су се све досадашње свемирске станице налазиле у ниској орбити око Земље, користи се и назив „орбиталне станице“. Орбиталне станице користе ниску орбиту да би допремање посаде и потрошног материла било јефтиније.